# Capleton
Capleton, batizado como Clifton George Bailey III (13 de abril de 1967) é um cantor jamaicano de reggae e dancehall. Também conhecido como Rei Xangô, Rei Davi, e Profeta. Produtor e dono da gravadora Davi Casa de Produções. Ele é conhecido devido ter adicionar opiniões sobre o movimento Rastafari em suas canções.

## Biografia
Bailey nasceu em 1967 na cidade de Islington, em santa Maria. Quando jovem recebeu o apelido Capleton, nome de um famoso de santa Maria.
Capleton rejeita o nome de batismo, devido a origem europeia. Preferindo Rei Xangô, devido suas raízes iorubás.
Quando adolescente, saiu de casa para locais de dancehall. Saindo de santa Maria para Kingston, com a idade de 18 anos para trabalhar na carreira de deejay de dancehall.

## Carreira

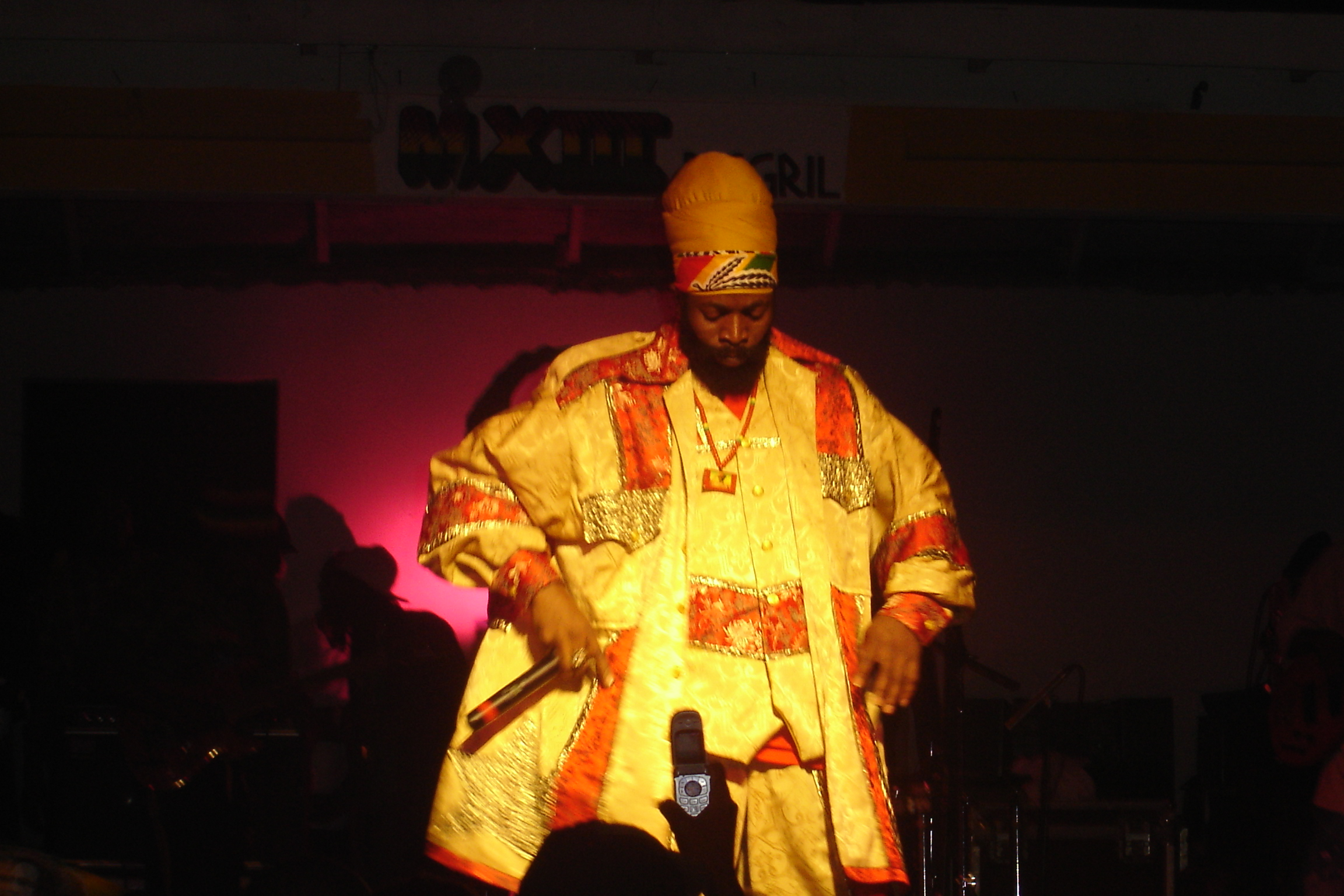
Capleton em concerto, de 2006, na Alemanha

Em 1989, teve a primeira grande apresentação internacional. Stewart-Brown, proprietário de Toronto baseado no som Estrelas Africanas, no Canadá dividindo o palco com Ninjaman e Flourgon.
Quando Capleton apareceu em cena no final da década de 1980, o slackness e o poder da palavra foram dominantes nas letras de dancehall. O pré-Rasta Capleton teve uma série de canções de sucesso de Bumbo Red, Number One (Número Um) Look Good Chart e No Lotion Man.
Em 1992, Alms House (as Esmolas de Casa) foi a música que lhe trouxe reconhecimento no dancehall. Seguido por Music is a Mission (Música é uma Missão) e Tour. Em 1993, cantou músicas cada vez mais conscientes, tais como Prophet e Cold Blooded Murderer (Assassino com Sangue Frio).

## Discografia
A discografia de Capleton:
- Lotion Man  (1991);
- Alms House (1993);

- Good So (1994);

- Prophecy (1995);

- I-Testament (1997);

- One Mission (compilation) (1999);

- Gold (2000);

- More Fire (2000);

- Final Assassin (2000);

- Still Blazin' (2002);

- Voice of Jamaica, Vol.3 (2003);

- Praises to the King (2003);

- Reign of Fire (2004);

- The People Dem (2004);

- Duppy Man (featured with Chase & Status)
- Free Up (2006);

- Hit Wit Da 44 Rounds (2007);

- Rise Them Up (2007);

- Bun Friend (2008);
- Yaniko Roots (2008);

- Jah Youth Elevation (2008);

- Liberation Time (featured with AZAD) (2009);
- I-Ternal Fire (2010).